# ترسون‌علی رستموف
ترسون‌علی رستموف (قرقیزی: Турсунали Рустамов؛ زادهٔ ۳۱ ژانویهٔ ۱۹۹۰) بازیکن فوتبال اهل قرقیزستان است.
از باشگاه‌هایی که در آن بازی کرده‌است می‌توان به باشگاه فوتبال خجند، باشگاه فوتبال آلگا بیشکک، و باشگاه فوتبال دوردوی بیشکک اشاره کرد.
وی همچنین در تیم ملی فوتبال قرقیزستان بازی کرده‌است.